# Tangoake
Tangoake ist eine kleine, aus wenigen Farmen bestehende Siedlung im Far North District der Region Northland auf der Nordinsel von Neuseeland.

## Geographie
Die Siedlung befindet sich rund 3 km nördlich von Te Kao und rund 35 km südöstlich von Cape Reinga / Te Rerenga Wairua am Te Kao Stream, der rund 1 km nördlich der Siedlung in die Te Kao Bay des Pārengarenga Harbour mündet. Durch Tangoake führt der New Zealand State Highway 1, der die Siedlung mit dem rund 62 km südlich gelegenen Kaitaia verbindet.